# 折敷畑之战
折敷畑之战是发生在日本战国时代的一次战斗，也称作明石口之战。天文23年（1554年），陶晴贤派遣部将宮川房長攻击毛利元就，遂发生了这次战斗。是严岛之战的前奏。

## 合戰經過

### 舊說
毛利軍於天文23年（1554年）5月12日佔領嚴島4座城池並壓制嚴島，5月15日入侵周防國，於玖珂郡小瀨及御庄（岩國市）等地與陶軍交戰。6月5日於安藝國佐伯郡明石擊敗陶軍（明石口之戰）。
同年9月，毛利軍成功佔領安藝能美島，本陣設於櫻尾城。陶晴賢見狀，決定先討伐毛利，於是與吉見正賴講和（三本松城之戰），派家臣宮川房長率兵3,000先行，途中與甲田丹後守及周防山代的一揆勢4,000兵合流，9月14日於折敷畑山（可監視櫻尾城）布陣，兵力合計7,000人。
同時，毛利軍的宍戶隆家、福原貞俊也派兵偵察宮川勢，卻誤以為敵軍由陶晴賢親自領軍，獲報的元就決定奇襲敵軍、將之殲滅。
14日夜晚，毛利全軍3,000人自櫻尾城出陣，元就與隆元自折敷畑山東方、吉川元春自北方、小早川隆景自南方，而宍戶・福原勢自敵軍背後（西方）進攻。元就原本規劃隔天早上進行奇襲，但恰好宮川勢也打算採取奇襲，派兵潛入毛利陣地，不幸行軍途中驚擾螢火蟲，造成行蹤曝光被元就察覺，於是毛利軍停止行動並撤回軍營，直至翌日午前才發動總攻擊，遭到包圍的宮川勢約750人遭到討取，宮川房長在逃走途中自殺身亡。

### 新說
依《吉田物語》和《新裁軍記》記載，此戰役發生於天文23年9月15日，但學者秋山伸隆分析指出，相關史料無考據能支持戰役發生日期。另外根據其他史料，秋山認為日期應為同年的6月5日，且與螢火蟲的季節較符合。在古戰場遺跡的說明板顯示合戰日期為6月5日。